# Pteronymia eulyra
Pteronymia eulyra är en fjärilsart som beskrevs av Felder 1865. Pteronymia eulyra ingår i släktet Pteronymia och familjen praktfjärilar. Inga underarter finns listade.